# Theridiosoma chiripa
Theridiosoma chiripa is een spinnensoort in de taxonomische indeling van de parapluspinnen (Theridiosomatidae).
Het dier behoort tot het geslacht Theridiosoma. De wetenschappelijke naam van de soort werd voor het eerst geldig gepubliceerd in 2005 door Rodrigues & Ott.